# Pleseobyrsa
Pleseobyrsa is een geslacht van wantsen uit de familie van de Tingidae (Netwantsen). Het geslacht werd voor het eerst wetenschappelijk beschreven door Drake & Poor in 1937.

## Soorten
Het genus bevat de volgende soorten:

- Pleseobyrsa albusa Drake & Hambleton, 1946
- Pleseobyrsa atratarsis Drake & Hambleton, 1944
- Pleseobyrsa boliviana Drake & Poor, 1937
- Pleseobyrsa chiriquensis (Champion, 1897)
- Pleseobyrsa nigribasis Froeschner, 1991
- Pleseobyrsa nigriceps (Champion, 1897)
- Pleseobyrsa persea Montemayor, González-Herrera & Villalobos, 2011
- Pleseobyrsa peruana Drake, 1939
- Pleseobyrsa venezuelana Cazorla & Knudson, 2021